# Eastmancolor
Eastmancolor é um nome comercial para um sistema de impressão de filmes a cores usado pela Eastman Kodak. Era mais barato do que os outros dois sistemas principais de rodagem de filmes em cores, o Technicolor e o Metrocolor. Foi usado muito nos filmes nas décadas de 1950 e 1960. Mas as desvantagens desse sistema o problema de que ao longo dos anos as cores desapareceram, devido à instabilidade química do filme. Em 1983, a Kodak corrigiu o defeito de conservação de seu processo. O sistema Technicolor manteve-se muito melhor, e possuía cores de melhor qualidade, mas o processo mais complexo de colorização e, em especial, seu preço mais alto causou sua derrota contra o Eastmancolor.
O sistema Eastmancolor, introduzido pela primeira vez em 1950, foi um dos primeiros processos de "impressão em um único filme" bem sucedidos e, eventualmente, deslocou o Technicolor mais caro. Eastmancolor era conhecido por uma variedade de nomes, como Deluxecolor (20th Century Fox), Warnercolor, Metrocolor, Pathécolor e Columbiacolor, entre outros. Algumas de suas variantes eram:
- Eastman Color Negativo (ECN, ECN-1 e ECN-2), os sistemas de processamento fotográfico associados ao estoque de filmes negativos de Eastmancolor e estoques intermediários de imagens em movimento (incluindo ações interpositivas e internas);
- Eastman Color Positivo (ECP, ECP-1 e ECP-2), sistemas de processamento de fotos associados ao material de imagem de impressão positivo Eastmancolor para projeção direta.

## No Brasil
No Brasil, o sistema Kodak Eastmancolor foi muito popular nos filmes brasileiros entre as décadas de 1950 a 1990.